# 윤도한
윤도한(尹道漢, 1960년 8월 27일 대한민국 서울 출생 ~ )은 대한민국의 언론인 출신의 전직 정치인으로, 현재는 글로벌광주방송의 사장이다.

## 트리비아
- 3남매 둘째로 태어났다.
- 친형과 여동생과 함께 있었다.
- 1984년 1월 KBS 대구방송총국 지역 아나운서 첫 데뷔 하였다.
- 1985년 11월 5일 MBC 문화방송 보도국 기자 입사 첫 데뷔 이전 바뀌고 하였다.
- MBC 문화방송 기자 출신이며, 문재인 정부의 2대 국민소통수석비서관으로 임명되었다.

- 형 1959년 8월 10일생 돼지띠 1명
- 여동생 1962년 11월 16일생 호랑이띠생 1명

## 주요 경력
- 1985년 11월 5일: MBC 문화방송 보도국 기자 입사
- 2001년 1월 6일 ~ 2003년 5월 26일: MBC 문화방송 보도국 통일외교부 차장
- 2003년 5월 26일 ~ 2005년 12월 6일: MBC 문화방송 보도국 사회1부 부장 대우
- 2005년 12월 6일 ~ 2009년 4월 26일: MBC 문화방송 보도국 문화과학부 부장
- 2009년 4월 26일 ~ 2012년 7월 20일: MBC 문화방송 국제부 미국 로스앤젤레스 특파원
- 2012년 7월 20일 ~ 2013년 1월 31일: MBC 문화방송 국제부 부장 대우
- 2013년 1월 31일 ~ 2018년 12월 31일: MBC 문화방송 논설위원
- 2016년 8월 ~ 2017년 2월: 한양대학교 겸임교수
- 2017년 2월 ~ 2017년 8월: 숭실대학교 겸임교수
- 2018년 12월 31일: MBC 문화방송 명예 정년 퇴임
- 2019년 1월 8일 ~ 2020년 8월 12일: 대통령비서실 국민소통수석비서관
- 2022년 2월 ~ 2024년 2월: 한국IPTV방송협회장
- 2024년 8월 1일 ~ 현재: 글로벌광주방송 사장